# Aces & Eights

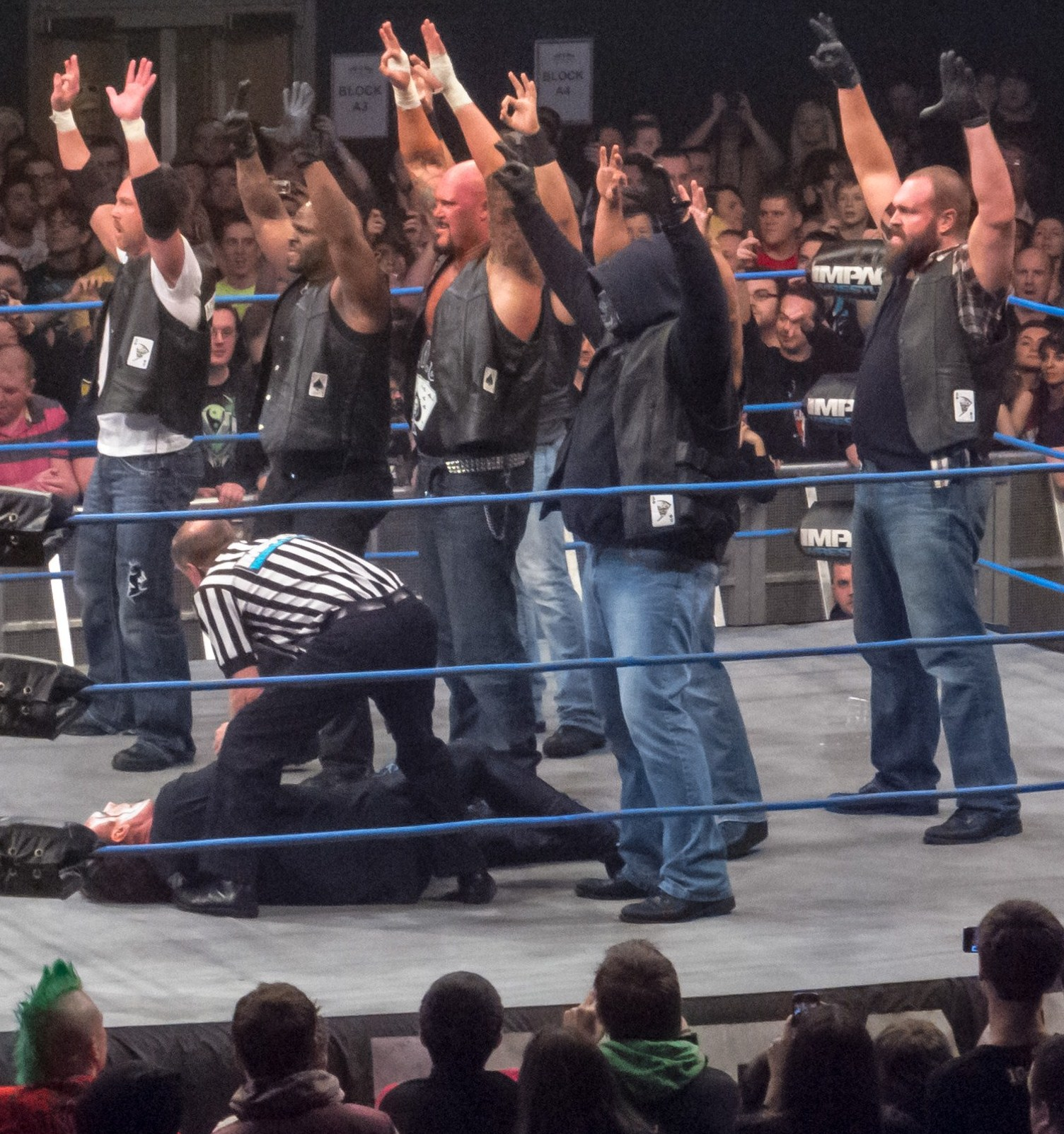
Aces & Eights 26 stycznia 2013 roku

Aces & Eights – profesjonalna grupa wrestlingowa z federacji Total Nonstop Action(TNA). Zadebiutowali 14 czerwca 2012 roku. Podczas Impact Wrestling 14 czerwca trzech zamaskowanych zapaśników zaatakowało Stinga.

## Początki Asów
5 lipca 2012 roku, nieznany człowiek dał kopertę Generalnemu Menedżerowi Impact Hulkowi Hoganowi zawierającą fotografię asów i ósemek, karty do gry i notatkę "do zobaczenia w przyszłym tygodniu"."Nie jesteśmy tchórzami ... mamy coś dla ciebie Hogan, poczekaj i zobaczysz ". Aces & Eights 12 lipca zaatakowało podczas jednego z odcinka Impact Wrestling, Stinga i Hulka Hogana. Podczas tego ataku Asy i ósemki złamali Hoganowi miednicę. Podczas kolejnych Impactów Asy i ósemki dalej atakowali członków rosteru TNA. Aces & Eights wystąpili po raz pierwszy na PPV Hardcore Justice atakując D’Angelo Dinero na Backstagu (Po tym ataku D’Angelo Dinero miał złamany bark). Aces & Eights później ingerowali w four-way tables match atakując Jeffa Hardy’ego. Cały Tables Match wygrał Bully Ray. 23 sierpnia na Impact Wrestling asy i ósemki wygrali brawl z członkami rosteru TNA raniąc prawe ramię TNA World Heavyweight Championa Austina Ariesa. Tydzień później Aces & Eights zaatakowali Ariesa ponownie, zostawiając go gdy był nieprzytomny.

## Obecni członkowie
- Bully Ray – Przewodniczący (TNA World Heavyweight Champion)
- D’Lo Brown – członek
- Devon – Sierżant
- Taz – Posłaniec
- Director of Chaos (DOC) – członek
- Mr. Anderson  – członek
- Mike Knox  – członek
- Garett Bischoff – członek